# Rörliga bilder (bok)
Rörliga bilder är en fantasyroman skriven av Terry Pratchett. Den handlar om film och hur den kom till Skivvärlden, berättad genom en ung trollkarl vid namn Victor. En talande hund vid namn Gaspode är också med. Boken handlar om att dessa personer måste stoppa varelser från andra dimensioner från att anfalla världen.